# Sandstone (Australia)
Sandstone è una città situata nella regione di Mid West, in Australia Occidentale; essa si trova 660 chilometri a nord-est di Perth ed è la sede della Contea di Sandstone. Al censimento del 2006 contava 119 abitanti.